# 吴孟超
吴孟超（1922年8月31日—2021年5月22日），原名吴孟秋，男，汉族，福州闽清人，南洋归侨，中华人民共和国外科医师、医学科学家和医学教育家，主任医师，一级教授、博士生导师，中国科学院院士，中国人民解放军特级文职干部（专业技术一级）、一级英雄模范，中共十四大代表、上海市第八、九、十届人大代表、第五届全国侨联委员。
吴孟超毕业于国立同济大学医学院，1950年代起开拓肝胆外科，是中国肝脏外科的开拓者和主要创始人之一，被誉为“中国肝胆外科之父”，先后创造过中国肝脏外科乃至世界医学肝胆外科领域的无数个第一。1978年，在第二军医大学第一附属医院（上海长海医院）创建中国第一个肝胆外科科室并任主任，1993年又创建第二军医大学（现又名海军军医大学）第三附属医院（东方肝胆外科医院、东方肝胆外科研究所），晚年仍大力推动肝癌基础研究和微创介入治疗、免疫治疗、病毒疗法等非传统手术疗法临床应用并在东方肝胆医院安亭新院区（扩建为综合性医院）西侧创建国家肝癌科学中心，是世界上规模最大的肝脏疾病研究和诊疗中心。在76年的职业生涯中，吴孟超执行过近1.6万台手术，是世界上96岁高龄仍然工作在手术台前的唯一一位医生，一直至2019年退休。吴孟超为全国培养了大量肝胆外科医师和学科骨干，中国大陆肝胆外科医师中80%是吴孟超的学生。

## 生平

### 早年经历

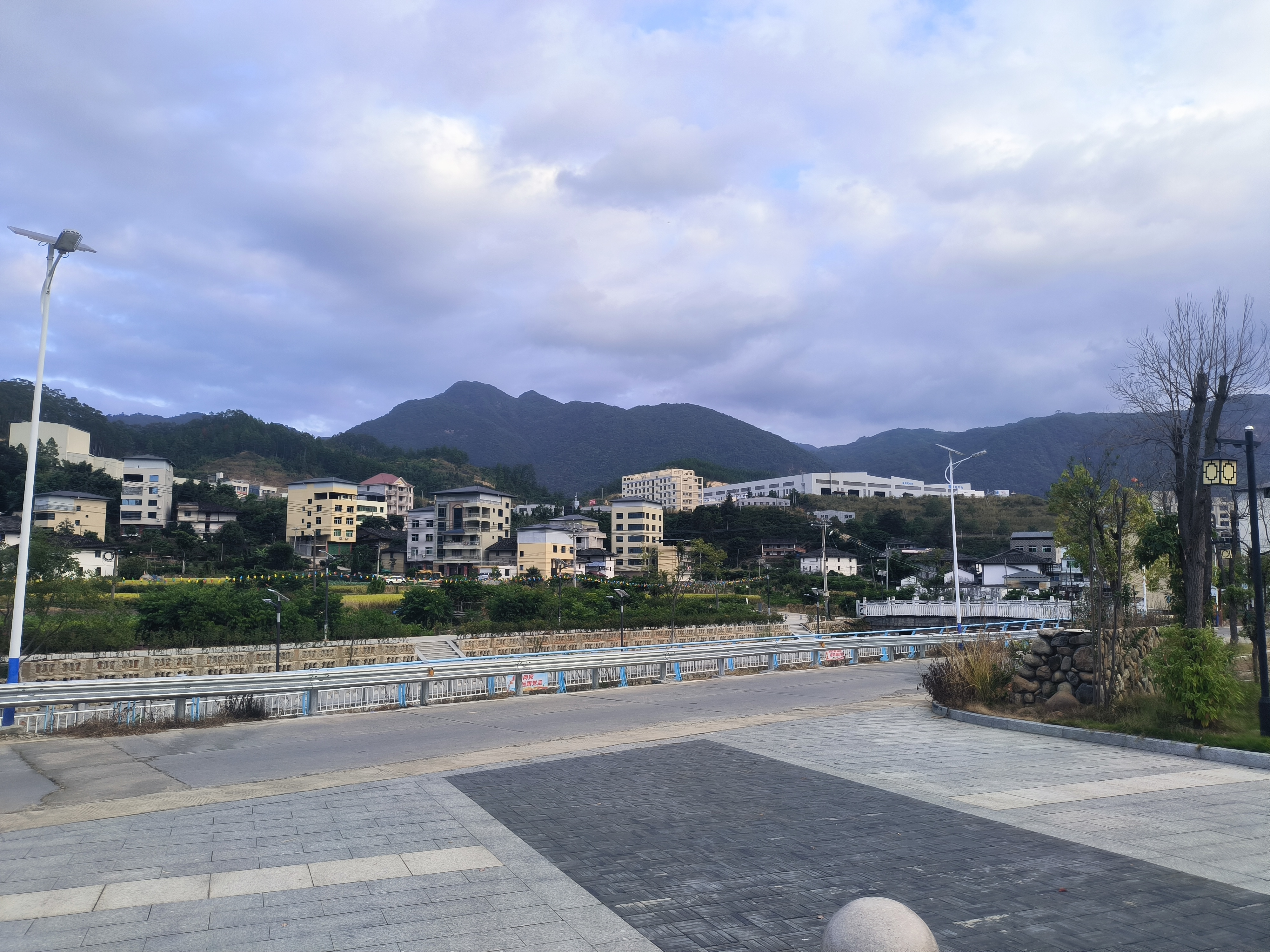
吴孟超的家乡后垅村

吴孟超是福州闽清云龙乡后垅村人，因出生时处在初秋，于是父亲给他起名叫“孟秋”，小名“阿秋”。由于家庭贫困，他3岁时父亲便下南洋谋生。5岁时，吴孟超随母亲闯南洋投奔父亲，幼年的吴孟超曾与父亲一起到橡胶园割胶和做米粉。9岁时，吴孟超进入当地华人兴办的光华学校就读，在小二时曾被推举为班长。1936年升入该校初中，同时他将自己的名字“孟秋”改名为“孟超”。吴孟超曾透露改名的原因，是因为“秋”字不太好，有一点像女孩子的名字，而“秋”跟“超”在福州话中有一点音相近，于是他更改了名字。
1937年正值中国抗日战争，吴孟超组织演出队，用演出的方式进行募捐，之后被学校指定为演出队的主管。1939年初中毕业后，按照光华中学初中的惯例，由校方和家长双方出资让毕业生聚餐一次。在吴孟超收得全部钱款之后，吴孟超提出建议，取消聚餐，将聚餐的钱捐给八路军，这一建议立即得到全班同学的拥护。之后一份以“北婆罗洲萨拉瓦国第二省诗巫光华初级中学39届全体毕业生”的名义的抗日捐款，捐给了陈嘉庚建立的南侨总会诗巫分会，并请陈嘉庚送给延安。在毕业典礼举行时，学校收到了八路军总部以朱德、毛泽东名义发来的感谢电，还将电文抄成海报贴在公告栏上。

### 归国求学

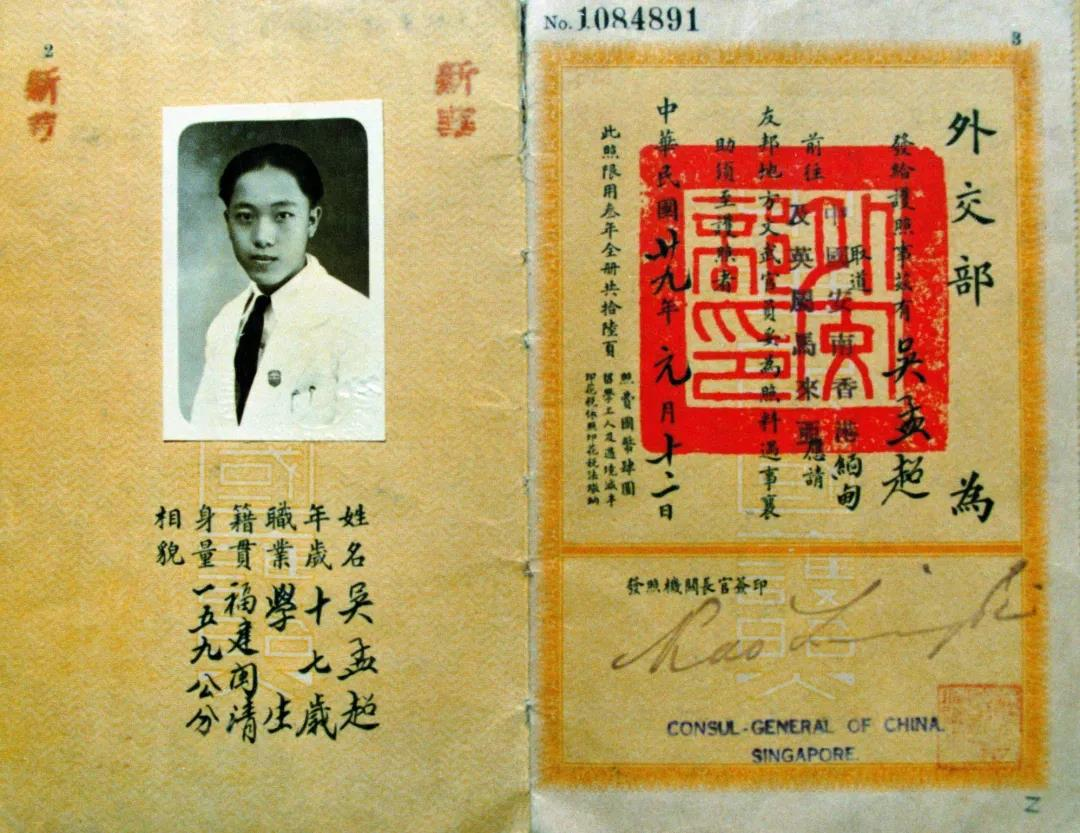
1940年，吴孟超回国时所用的中华民国护照

1939年底，吴孟超与同学商量，认为报国最好的方式是回国，但当时父母认为中国国内因战事混乱，起初不同意他回国，之后吴孟超向父亲承诺回国读书，最终父亲同意他回国。1940年1月，吴孟超与中学同学一起踏上了回国之路，他们先后途径新加坡、越南，最终从云南入境中国。在越南西贡（今胡志明市）办理签证期间，吴孟超遭到当地官员的不公平对待，当时他被要求在护照上按手印，不能签字。吴孟超原本回国的目的地是延安，但由于去往延安的道路被封锁，吴孟超暂时留在昆明求学打工。抵达昆明后，吴孟超到当地兴办的育侨中学报名补习，准备报考高中。在高中入学考试期间，他同时报考了同济附中和云大附中，最终吴孟超被云大附中录取，同济附中则未被录取。其后，吴在光华学校的同学黄启仁、同济附中教师郭惠生请求校长曹礼吾让吴孟超在同济附中在郭惠生的班级上借读，最终校长原则上同意吴孟超在该校借读。同年底，吴孟超因成绩优异，正式转为该校的正式生。
1942年，吴孟超第一次打工，在昆明街头当报童卖报纸，也做过家庭教师、书记员。1943年，吴孟超考入国立同济大学医学院。1946年第二次国共内战爆发后，昆明再度陷入混乱。吴孟超再度打工，担任侨务处的临时抄写员。1947年，同济大学迁回上海，吴孟超也来到上海继续大学学业，在同济大学附属中美医院（今复旦大学附属静安区中心医院）学习外科学，师从外科专家裘法祖。在同济大学血案期间，他协助中共地下党营救被关押的学生。1949年5月上海战役结束后，当时中国人民解放军医护人员紧缺，解放军进攻上海时很多伤员得不到及时救治，于是解放军代表到中美医院联系伤员救治事宜，院方也紧急成立手术组，吴孟超是手术组的成员之一。手术结束后，当时的吴孟超下定决心，立志当一名外科医生。
1949年毕业考试中，吴孟超外科考试成绩为65分，而小儿科考试的成绩为95分。按当时的惯例，对应科目考试成绩较高的，毕业后到相应的科室去工作。但中美医院医务部主任仍然要让吴孟超进小儿科工作，而吴孟超则是坚定要做外科医生，最终放弃了他在中美医院工作的机会。

### 青年医生
1949年8月6日，上海华东军区人民医学院（今中国人民解放军海军军医大学）公开招聘医师，吴孟超在报纸上看到医师招聘启事后，翌日到华东军区人民医学院求职，当时的面试官是华东军区人民医学院第一附属医院（今上海长海医院）外科主任郑宝琦。郑宝琦最终同意吴孟超入职，在该院第一附属医院担任外科医生。1954年9月，因同济大学医学院迁往武汉，裘法祖当时不随学校迁往武汉，仍在上海居住。当时中共上海市委同意同济医院的上海部分作为二军大的教学医院，并邀请裘法祖担任二军大兼职教授。吴孟超亦因此二度成为裘法祖的学生。
1956年3月28日，吴孟超获准加入中国共产党。自1949年至1956年，吴孟超先后向党组织递交过19份入党申请书，惟因其有海外关系没有通过党组织的入党申请审查。同年6月12日，正式参军，被授予大尉军衔。

### 进军肝脏外科
1956年，在裘法祖的建议下，吴孟超选择肝脏外科作为发展方向。当时的中国是肝病高发区，肝脏外科也处于空白，在1958年日本医学代表团参观长海医院时，日本专家更断言“中国的肝脏外科要达到世界先进水平，起码要30年”，让吴孟超加强了投入肝脏外科的决心。
1957年，吴孟超在上海一所图书馆内发现了一本英文书籍《肝脏外科入门》（原著：Henry Gans, Introduction to Hepatic Surgery，上海科學技術出版社1958年7月初版），后与方之扬合作将内容翻成中文。该书成为中国大陆出版的第一部有关肝脏外科方面的书籍。

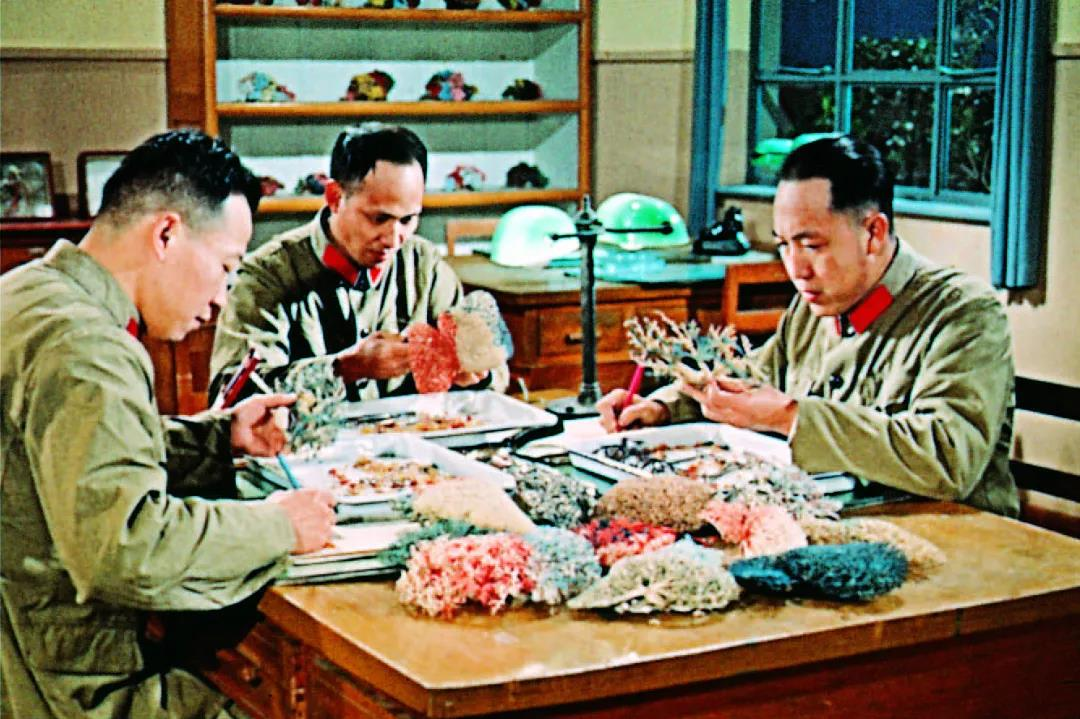
1958年，由吴孟超、张晓华、胡宏楷组成的“三人研究小组”向肝脏外科进军，制作肝脏标本

1958年，吴孟超连夜向医院写报告，提出“向肝脏外科进军”和成立肝脏外科攻关小组的提议。不久后，长海医院党委批准吴孟超、张晓华、胡宏楷组成的“三人攻关小组”，由吴孟超任组长。他们将一间临时搭建的草棚作为实验室，又买来一些溶液和器皿，开始研究肝脏血管的分布。三人还到化工厂和塑料厂寻找标本所用的材料，但未果。1959年，在容国团获得世界乒乓球锦标赛男子单打冠军后，吴孟超受到启发，到街上买乒乓球，剪碎后泡在丙酮溶液里。通过用丙酮溶解乒乓球，灌入肝脏后腐蚀组织，制成了中国第一具完整的肝脏血管铸型标本。至1960年元旦时，他们的实验室里共藏有108个肝脏标本。

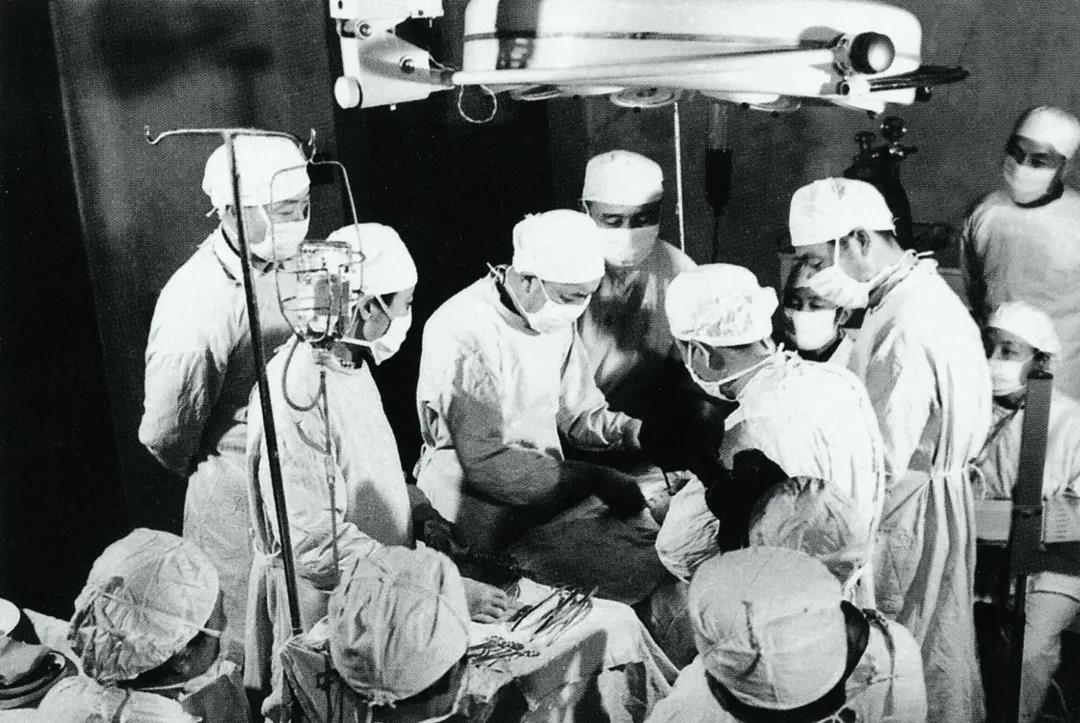
1960年，吴孟超完成了第一台肝脏手术

1960年初，吴孟超出席第七届全国外科学术会议，代表“三人攻关小组”报告了“‘五叶四段’肝脏解剖理论”研究成果，奠定了中国肝脏外科的理论基础。同年2月，长海医院收治了一名中年女肝癌患者，并决定为其手术。经医院党委会议决定，由外科主任郑宝琦主刀，吴孟超任第一助手。此次手术取得成功，成为长海医院建院以来首例成功的肝癌切除手术，也是吴孟超主刀的第一例肝脏手术。

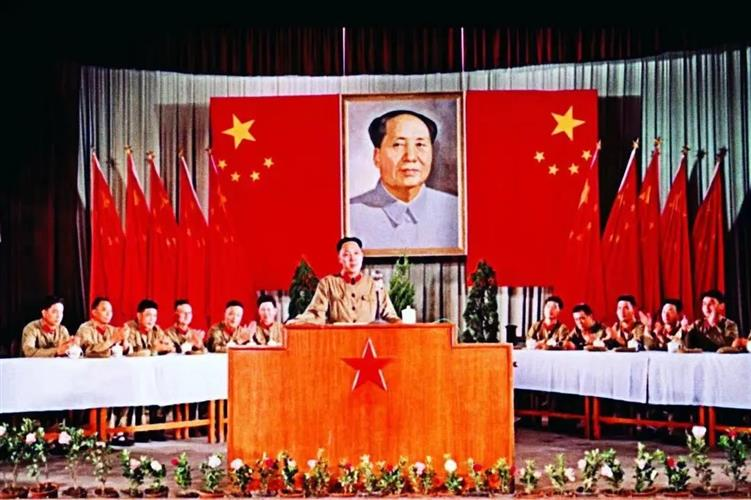
1963年年底，解放军总后勤部为吴孟超记一等功

1961年，吴孟超发明了“常温下间歇性肝门阻断切肝法”，解决了肝脏手术患者手术后出血多、出血不易控制的问题。此方法取代了过去曾用的低温麻醉法。1963年，吴孟超收治了一名农村妇女陆小芬，是一名中肝叶肿瘤患者。当时，世界上尚未有中肝叶手术的成功案例，吴孟超运用先前发明的“常温下间歇性肝门阻断切肝法”成功救治该患者，是世界上第一例完整的中肝叶切除手术。同年9月21日，吴孟超受邀参加第八届全国外科学术会议，其“中肝叶切除术“被列为重点论文在大会上宣读。11月，吴出席解放军总后勤部举办的解放军科学大会，受到了时任中共中央主席毛泽东的召见。同年底，为表彰吴孟超在肝脏外科领域作出的重大贡献，解放军总后勤部为吴孟超记一等功。
1964年，吴孟超升任副教授，任长海医院外科党总支副书记、支部书记、肝脏病区组长。

### 下放與西迁生涯
1966年文化大革命开始后，吴孟超所在的“三人小组”被解散，本人更被造反派批为“反动学术权威”，其科研记录、工作日志被没收，院内职务被撤销，职称由主治医师降级为住院医师。同年9月，吴孟超和陈汉主刀，为浙江金华籍工人蒋声和切除了长有巨块型恶性肿瘤的右半肝叶。
1969年底，吴孟超一家随第二军医大学及其附属医院迁往西安。1970年11月，第二军医大学自文革以来第一次招收学员。次月，学校1400名师生分配到陕西省内24个教学点从事教学工作，吴孟超被分配到韩城县的一个教学点，并被选为学员队党支部委员。期间，吴孟超自学中医学，成为了当地的赤脚医生。
1971年5月，应解放军总医院指示，吴孟超赴北京解放军总医院为阿尔巴尼亚卫生部长带领的若干专家讲授肝脏外科学。1974年，吴孟超向医院党委申请成立独立的肝胆外科获批组建，并担任肝胆外科主任。
1975年，吴孟超为安徽患者陆本海切除了迄今为止世界上最大的肝海绵状血管瘤，瘤体重18千克。手术结束后，吴孟超在院内更有了“吴大胆”的称号。同年，吴孟超开始探索对巨大肝癌先进行综合治疗，然后再择机手术。此种治疗方法有利于手术疗效提高。

### 回迁上海
1975年8月，吴孟超随第二军医大学回迁上海。回迁后，医院开始“精简整编”工作，肝胆外科合并到外二科，吴孟超职务变为普通外科副主任。1976年，吴孟超带领课题组展开对上海市18万人的肝癌普查，开展肝癌早期诊治的课题研究，在国内首创扁豆凝集素、醛缩酶同工酶等检测方法，准确率达到90％以上，为肝癌的早期诊断和治疗开辟了新途径。
1978年3月18日，吴孟超出席全国科学大会，他在会上发表的论文《肝外科的新成果——正常人肝脏解剖的研究》也获得了全国科学大会奖。其后，吴孟超申请建立独立编制的肝胆外科，后经中国人民解放军总后勤部获批，是中国第一个独立的肝胆外科。同年，吴孟超晋升为教授。9月23日，第二军医大学恢复招收研究生，肝胆外科也列入第一批硕士点。吴孟超首批招收2名研究生，分别是陈训如和屠振兴，研究课题为《肝癌的早期诊断》。
1979年，吴孟超出席在美国旧金山举行的第二十八届国际外科学术会议，会上他用英语作了15分钟的学术报告《18年来手术切除原发性肝癌的体会》。报告中，他提到自1960年1月至1977年12月，手术切除治疗原发性肝癌共181例，成功率达91.2%，死亡率减少至8.8%，其相关数据首次在世界医学界引起反响，媒体也有“旧金山刮起吴旋风”之说。会上吴孟超被增选为国际外科学会会员。会后加州大学的教授更邀请吴孟超到加州大学医学院参观讲学。
1983年，吴孟超成功为四个月大的女婴切下了重达600克的肝母细胞瘤，美联社也为此发表标题新闻，并被世界各地报刊转载，再次被世界医学界所关注。同年，他提出了肝癌“二期手术”的概念，即第一阶段巨大肝癌治疗目标为缩小肿瘤，第二阶段再行手术切除。在3年时间内，吴孟超团队用“二期手术”治疗原发性巨块型肝癌9例，术后1年生存率为88.9％，2年生存率为81.2％，5年生存率为61.5％，而以往巨大肝癌生存时间仅为6个月。
1984年，吴孟超为十二个月的印尼华侨婴儿林兴辉成功切除肝母细胞瘤，创下了世界肝母细胞瘤切除手术对象年龄最小的纪录。1986年9月，任第二军医大学副校长、长海医院肝胆外科主任。1988年，吴孟超担任中德医学协会第三届年会中方主席。1989年，他领导的长海医院肝胆外科被国家教委确定为国家重点学科。

### 自立门户

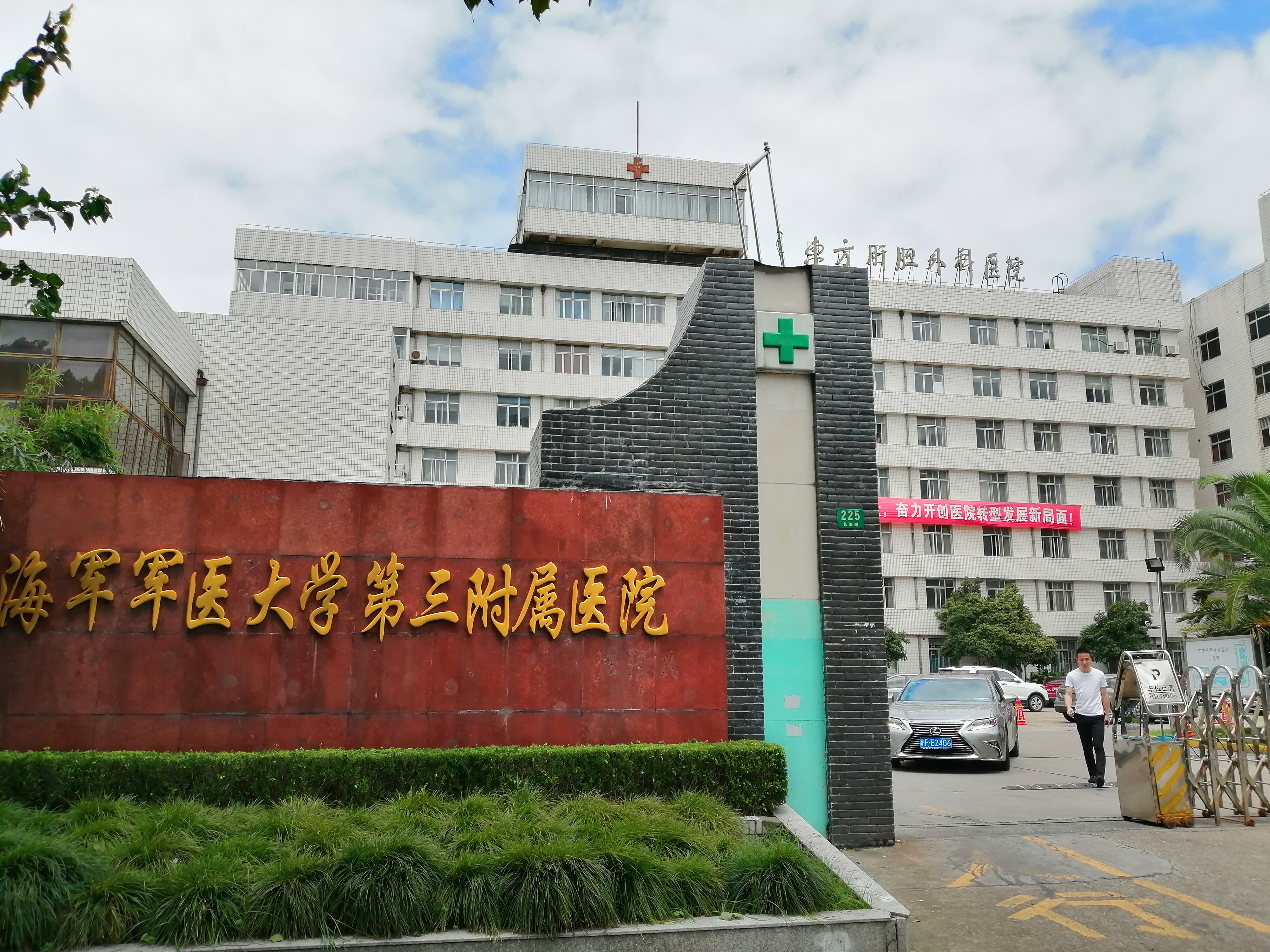
1993年建成的东方肝胆外科医院，现为长海院区

1990年底，吴孟超向学校党委打报告，建议兴建一所融科研和临床于一体的肝胆专科医院和研究所。学校党委随即支持了吴孟超的建议，并上报至总后勤部。翌年底，项目破土动工，至1993年建成。吴孟超主持的肝胆外科更名为“东方肝胆外科医院”，实验室也更名为“东方肝胆外科研究所”。当时医院还是长海医院的“院中院”，至1996年8月转为独立建制，是中国第一所肝胆外科专科医院和肝胆外科研究所。
1993年，吴孟超与郭亚军提出了“哑铃模式”，既保留中国学者在海外的教授职位和实验室，又同时在国内设立实验室。按照此模式，吴孟超在东方肝胆外科研究所筹建肝癌免疫与分子生物治疗研究中心。
1994年2月3日，上海某高校一19岁大学生遭遇车祸，经诊断为腹部闭合伤，肝脏破裂，伴有颅脑外伤。吴孟超立即施行“腹腔镜下肝破裂修补手术”，由他手下的学生主刀，吴孟超和陈汉现场指导。
1997年3月25日，吴孟超与杨甲梅一起为一个患“肝豆状核变性”的9岁男孩施行肝移植手术，创下了肝移植手术采用背驮式减体积性方式中国大陆年龄最小的纪录。
1999年，在实施肝癌手术33年后的蒋声和肝癌复发，他随即到东方肝胆外科医院接受二次手术，并取得成功。
进入21世纪后，吴孟超团队建立起世界最大的肝癌样本库，由他主持或组织实施的肝癌介入疗法、微创治疗、生物治疗、免疫治疗、病毒治疗等一系列疗法相继应用于临床。

### 晚年

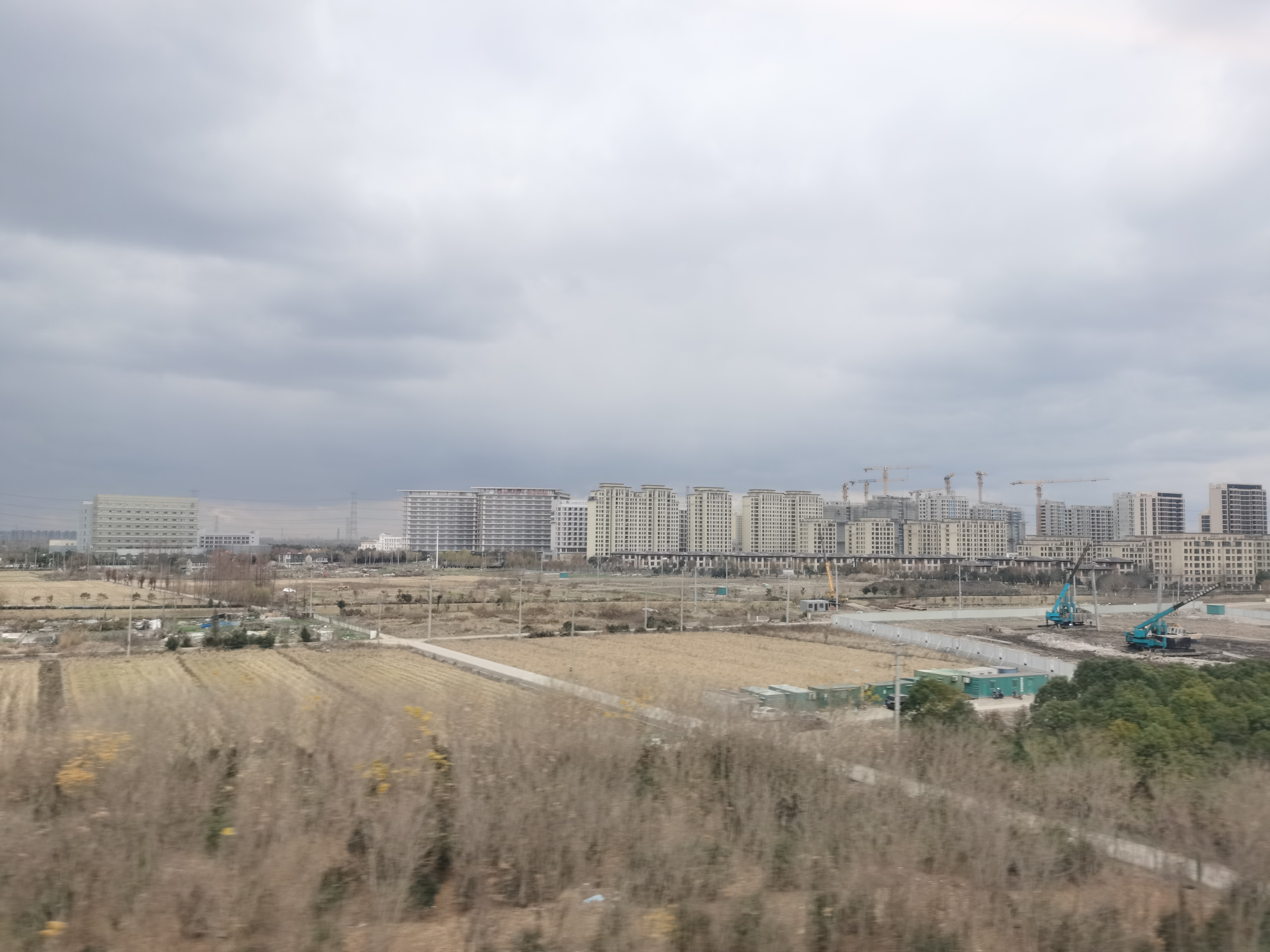
由吴孟超牵头组建的国家肝癌科学中心（图中左侧建筑）

2006年，吴孟超联合六位院士汤钊猷、杨胜利、顾健人、闻玉梅、郑树森、王红阳向国务院提交了“集成式研究乙型肝炎、肝癌的发病机理与防治”的建议案。东方肝胆外科医院申请组建国家肝癌科学中心。2009年8月，由吴孟超牵头的国家肝癌科学中心获国家发改委批准立项；2010年12月，国家发改委批复国家肝癌科学中心项目的可行性研究报告。2011年10月12日，项目开工。作为东方肝胆外科医院安亭院区的一部分，国家肝癌科学中心是继国家纳米中心之后，由国家发改委立项申批的第二个国家级科学中心。
2011年，上海大世界吉尼斯总部致函，当时已88岁的吴孟超，在2010年一年内主刀完成190台肝肿瘤切除手术，创造了外科医生年龄最大还坚持经常做手术的吉尼斯世界纪录。2016年，當時已94歲的吳孟超自稱每周仍要主刀肝胆手术。2019年1月14日，97岁的吴孟超正式退休。

## 逝世
2021年5月22日13时02分，吴孟超因病医治无效在上海逝世，享年99岁。

### 悼念

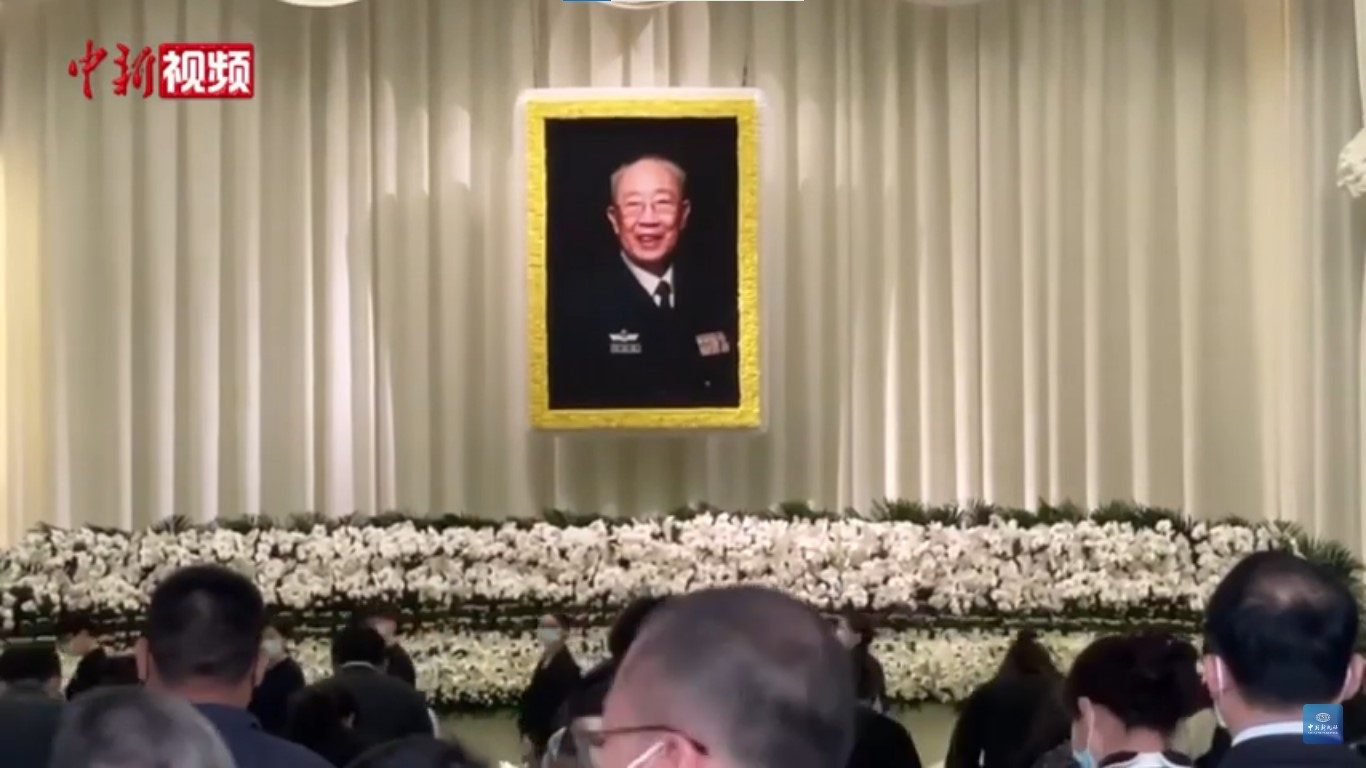
2021年5月26日，吴孟超遗体告别仪式在上海市龙华殡仪馆大厅举行

逝世后，其生前工作的东方肝胆外科医院（长海院区）设置灵堂，举行追思活动，吴孟超的同事、学生、患者及其家属等均有吊唁。追思活动中并未像其他吊唁活动一样奏《哀乐》，而是奏吴孟超生前热爱的《国际歌》。吴孟超的遗体告别仪式于5月26日上午在上海市龙华殡仪馆大厅举行，多名上海市领导人向吴孟超遗体三鞠躬，作最后送别。军队和地方有关方面负责人，吴孟超亲属、同事、学生、生前友好及各界人士也前往送别。在吴孟超的家乡闽清县云龙乡后垅村吴孟超院士馆，也开设有吊唁厅举行悼念活动。此外，福建医科大学孟超肝胆医院、三坊七巷吴孟超院士先进事迹展示馆也设立了悼念场所。
2022年1月20日，吴孟超和夫人吴佩煜的追思暨安葬仪式在上海福寿园举行，吴孟超夫妇的骨灰被安葬在上海福寿园东园风荷园。

## 影响
吴孟超为中国大陆培养了大量肝胆外科医师和学科骨干。在中国大陆肝胆外科医师中，80%是吴孟超的学生；先后培养研究生260多名。吴孟超对学生以严厉和严谨为著称，而他本人也形成了“勇闯禁区、勇于创新、勇往直前、勇攀高峰”的吴孟超精神。其切除肝癌肿瘤的手法，被他的学生称为“吴氏刀法”。
因吴孟超成就突出，其本人亦被中共党内列为中共党员学习对象。2011年8月18日，中央宣传部、教育部、科技部、卫生部和解放军总政治部联合印发《关于开展向吴孟超同志学习活动的决定》，决定评价吴孟超“始终视党和人民的利益高于一切，全身心地投入医疗卫生事业，以为党的事业不懈奋斗的模范行动和无私奉献的崇高品德，奏响了一曲壮美的人生乐章，树立了一座不朽的精神丰碑”。

## 荣誉和奖项
吴孟超先后获得过如下荣誉和奖项：
| 时间       | 荣誉/奖项名称                                            | 授予机构               |
| ---------- | -------------------------------------------------------- | ---------------------- |
| 1963年11月 | 总后勤部一等功                                           | 中国人民解放军总后勤部 |
| 1982年     | 全国优秀科技图书奖（主编作品《肝脏外科学》）             | 不详                   |
| 1986年     | 国家科技进步一等奖（著作《肝脏疾病手术治疗的临床研究》） | 中华人民共和国国务院   |
| 1989年     | 全国优秀归侨知识分子                                     | 全国侨联               |
| 1990年     | 全国医药卫生科技成果展览会金奖                           | [ 92 ]                 |
| 1994年     | “侨界十杰”                                               | 全国侨联               |
| 1994年     | 全军科技重大贡献奖                                       | 中央军事委员会         |
| 1994年     | 上海市医学荣誉奖                                         |                        |
| 1994年6月  | 陈嘉庚医药科技奖                                         | 中国科学院             |
| 1994年12月 | 何梁何利医学基金奖                                       |                        |
| 1995年     | 上海市“烛光奖”                                           |                        |
| 1995年     | 爱国奉献奖                                               |                        |
| 1995年     | 光华科技基金特别奖                                       |                        |
| 1996年1月  | 一级英雄模范奖章、“模范医学专家”荣誉称号                 | 中央军事委员会         |
| 1996年     | 中国人民解放军专业技术重大贡献奖                         | 中央军事委员会         |
| 1996年     | 实用医学荣誉奖                                           |                        |
| 1998年     | 杰出导师奖                                               |                        |
| 1999年2月  | “全国百名优秀医生”称号                                   |                        |
| 1999年7月  | “全国归侨侨眷先进个人”称号                               | 全国侨联               |
| 2004年     | 国际肝胆胰协会杰出成就金奖                               | 国际肝胆胰协会         |
| 2004年12月 | 全国高等医药教材特殊贡献奖                               |                        |
| 2006年1月  | 2005年度国家最高科学技术奖                               | 中华人民共和国国务院   |
| 2008年9月  | 第二届“上海市教育功臣”奖                                 | 上海市人民政府         |
| 2008年12月 | “与时代同行——改革开放30周年军营新闻人物”奖               | 解放军报社             |
| 2010年     | 军队“医学科技重大成果特别贡献奖”                         | 中央军事委员会         |
| 2011年7月  | 全国优秀共产党员                                         | 中央军事委员会         |
| 2012年     | 2011年感动中国年度人物                                   | 中国中央电视台         |
| 2014年6月  | 第九届中国医师奖                                         | 中国医师协会           |

## 家庭

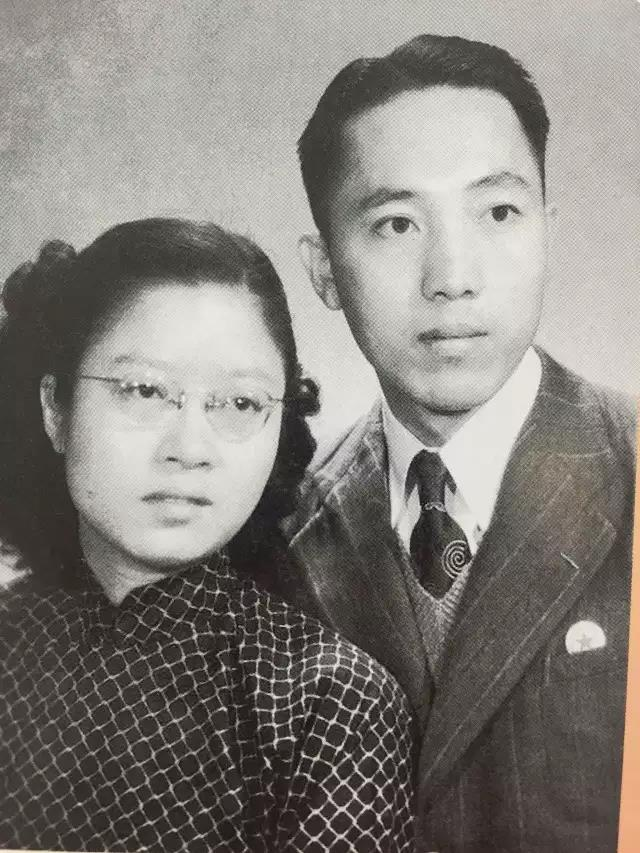
1951年吴孟超与吴佩煜的结婚照

吴孟超的妻子为吴佩煜，二人于1941年在昆明就读同济附中躲避空袭时结识。1943年，两人同时考入同济大学医学院。吴佩煜1949年毕业后，分配到上海市妇婴保健院工作。两人于1951年结婚，婚后吴佩煜于1953年调到长海医院妇产科工作，其后二人的居住地也由各自的值班室搬到了七平方米的小屋。二人共育有三个女儿，分别是吴玲、吴珉、吴瑛，其中吴瑛已移居德国，嫁给了一位在德国工作的科学家。後來吴佩煜成為第二军医大学附属长海医院妇产科教授。2011年8月5日，吴佩煜因病医治无效去世。
吴孟超与吴佩煜的结婚事宜曾向组织打报告，当时的外科主任郑宝琦也表示赞成，但由于医院规定所有住院医生一律不准结婚，因此医院领导未批准他们的结婚事宜。而两人均已超过当时《婚姻法》所规定的晚婚年龄，且医院规定与法律有抵触，因此二人没有理会医院规定，办理了结婚手续，郑宝琦主任还给吴孟超一个月的婚假。婚假结束后，吴孟超回到医院上班，但院长认为吴孟超违反医院规定擅自结婚，决定作出处分，翌日吴孟超被给予行政记大过。后在郑宝琦主任的努力下，医院取消了这一处分。

## 个人生活
根据媒体公开报道，吴孟超的个人生活相对简朴。他用牛奶鸡蛋泡饼干作为他每天的固定早餐，午餐和晚餐则喜欢吃鱼、豆腐和蔬菜，喜欢喝一碗大米粥或小米粥，有时候会吃一块面包。而他则从未接触过任何保健品。在出行方面，由于他身高矮的缘故，吴孟超乘坐飞机时一直坐经济舱。此外，他也有阅读报纸的爱好。1995年，吴孟超以一名关心上海《文汇报》的读者身份祝贺该报新辟教卫新闻版，赠言“以宣传知识分子的奉献精神和科研成果为己任”。吴孟超还自编了一套手保健操，在闲时进行练习，以保持手指的灵活。

## 纪念

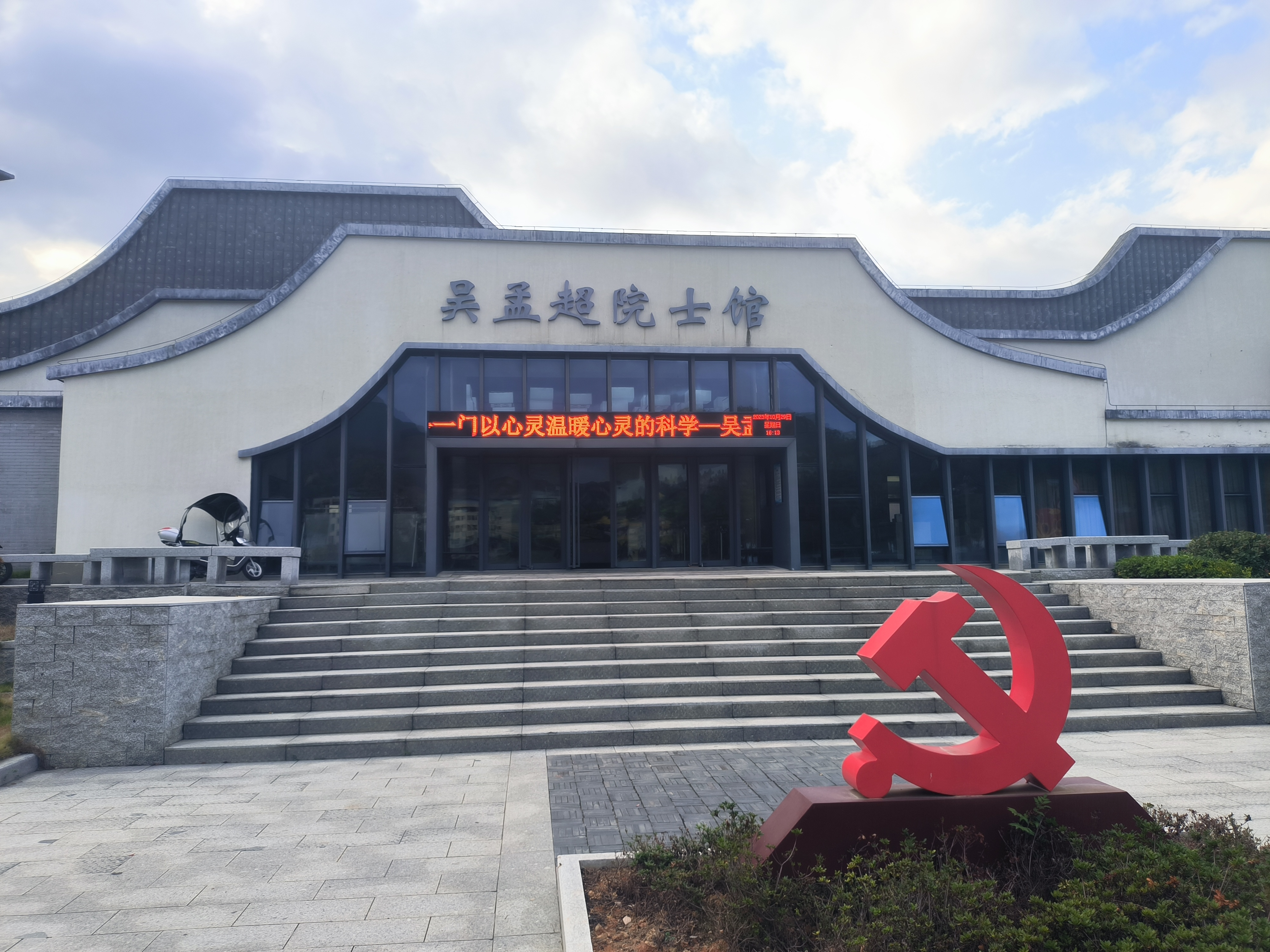
2023年10月的吴孟超院士馆

1995年（一说1997年3月），吴孟超设立“吴孟超肝胆外科医学基金”，将历年积蓄的30多万元和多年来社会各界捐赠、表彰他的400多万元全部捐出，用于扶持肝胆外科领域的青年学生。2004年6月更名为上海吴孟超医学科技基金会。
2010年7月26日，国际小行星中心发布公报，第17606号小行星永久命名为“吴孟超星”，以纪念吴孟超的贡献。在东方肝胆外科医院安亭院区门诊大楼前则竖立有吴孟超的雕像。此前东方肝胆外科医院设立安亭院区时，有学生建议该院以吴孟超的名字命名，但遭到吴孟超的反对。
此外，福建医科大学孟超肝胆医院也以他的名字来命名，并担任名誉院长。2013年，他在家乡成立福建吴孟超科技教育发展基金会，培养中青年技术骨干。截至2021年，基金会已为福建乃至全国免费培训专业技术人员2万多人次。
2020年10月18日，吴孟超院士馆在他的家乡闽清县云龙乡后垅村建成开馆，馆内藏有吴孟超的一些图片、文字与实物资料，2023年入选第二批福建省“科学家精神教育基地”。

## 相关作品
- 《向肝胆外科进军》：由上海科学教育电影制片厂根据吴孟超所领导的“三人小组”事迹拍摄的纪实电影，解说由孙道临担任。该片于1965年摄制完成，同年因解放军取消军衔制，“已不符合宣传需要”，该片亦需重制方可上映[113]。1966年4月，《向肝胆外科进军》完成重制工作，但不久后因文化大革命的爆发，主创人员被批判，该片被封杀禁止上映[114]。
- 上海电影集团公司影片《我是医生》（2017年上映），由谢鸣晓导演，黄丹编剧，赵有亮等主演[115]。
- 中国中央电视台电视节目《朗读者》第九期[116]。

### 引用
1. ↑  王宏甲 & 刘标玖 2012，第151、152頁.
2. 1 2 3 4 5 6  王晓辉. . 《中华儿女》. 2018-08-12  [2021-08-27]. （原始内容存档于2021-08-27）.
3. ↑  王宏甲 & 刘标玖 2012，第3頁.
4. ↑  . 同济大学校史馆. 2016-11-11  [2021-08-27]. （原始内容存档于2021-08-27）.
5. 1 2 3  . 人民网.   [2011-04-22]. （原始内容存档于2012-02-01）.
6. ↑  . 每日经济新闻. 2021-05-22  [2021-08-27]. （原始内容存档于2021-08-27）.
7. 1 2 3 4 5 6  李晨琰; 张鹏. . 文汇报. 2021-05-26  [2021-08-27]. （原始内容存档于2021-08-27）.
8. ↑  . 闽清新闻网. 2016-11-15  [2021-01-15]. （原始内容存档于2021-10-22）.
9. ↑  王宏甲 & 刘标玖 2012，第6頁.
10. ↑  王宏甲 & 刘标玖 2012，第2頁.
11. ↑  王宏甲 & 刘标玖 2012，第8、9頁.
12. 1 2 3 4 5 6 7  方鸿辉. . 中国科学报. 2014-09-26  [2021-08-27]. （原始内容存档于2021-08-27）.
13. ↑  王宏甲 & 刘标玖 2012，第12、13頁.
14. ↑  王宏甲 & 刘标玖 2012，第14頁.
15. ↑  王宏甲 & 刘标玖 2012，第17、18頁.
16. ↑  王宏甲 & 刘标玖 2012，第19頁.
17. ↑  . 福州新闻网. 2015-07-13  [2021-08-27]. 原始内容存档于2021-04-10.
18. ↑  王宏甲 & 刘标玖 2012，第20、24頁.
19. ↑  王宏甲 & 刘标玖 2012，第27頁.
20. ↑  王宏甲 & 刘标玖 2012，第34-36頁.
21. 1 2  王宏甲 & 刘标玖 2012，第40頁.
22. ↑  王宏甲 & 刘标玖 2012，第44頁.
23. 1 2 3 4  . 中国教育报.   [2011-04-24]. （原始内容存档于2011-05-02）.
24. ↑  王宏甲 & 刘标玖 2012，第66頁.
25. ↑  王宏甲 & 刘标玖 2012，第71、72頁.
26. ↑  王宏甲 & 刘标玖 2012，第77頁.
27. ↑  王宏甲 & 刘标玖 2012，第79頁.
28. ↑  王宏甲 & 刘标玖 2012，第80、81頁.
29. ↑  王宏甲 & 刘标玖 2012，第84、86頁.
30. ↑  王宏甲 & 刘标玖 2012，第98頁.
31. 1 2  王宏甲 & 刘标玖 2012，第102頁.
32. 1 2  王宏甲 & 刘标玖 2012，第103頁.
33. ↑  王宏甲 & 刘标玖 2012，第104頁.
34. ↑  梁蓬飞; 林峰. . 中国军网-解放军报. 2016-06-02  [2021-08-29]. （原始内容存档于2021-08-29）.
35. ↑  王宏甲 & 刘标玖 2012，第107頁.
36. ↑  .   [2001年]. （原始内容存档于2014-09-03）.
37. 1 2  唐向东; 马德茂; 唐先武. . 科技日报. 2011-04-27  [2021-08-29]. （原始内容存档于2021-08-29）.
38. ↑  王宏甲 & 刘标玖 2012，第119-122頁.
39. ↑  王宏甲 & 刘标玖 2012，第124、126、127頁.
40. ↑  王宏甲 & 刘标玖 2012，第132頁.
41. ↑  王宏甲 & 刘标玖 2012，第133、135、136頁.
42. ↑  王宏甲 & 刘标玖 2012，第139頁.
43. ↑  王宏甲 & 刘标玖 2012，第140、141頁.
44. ↑  王宏甲 & 刘标玖 2012，第141頁.
45. ↑  王宏甲 & 刘标玖 2012，第329頁.
46. ↑  王宏甲 & 刘标玖 2012，第145頁.
47. ↑  王宏甲 & 刘标玖 2012，第149頁.
48. ↑  王宏甲 & 刘标玖 2012，第151頁.
49. ↑  王宏甲 & 刘标玖 2012，第153頁.
50. ↑  王宏甲 & 刘标玖 2012，第155頁.
51. ↑  王宏甲 & 刘标玖 2012，第161頁.
52. ↑  王宏甲 & 刘标玖 2012，第169頁.
53. ↑  王宏甲 & 刘标玖 2012，第171、175頁.
54. ↑  王宏甲 & 刘标玖 2012，第178、179頁.
55. ↑  王宏甲 & 刘标玖 2012，第182頁.
56. ↑  王宏甲 & 刘标玖 2012，第183頁.
57. 1 2 3  张鹏; 杨田. . 光明日报. 2020-12-14  [2021-09-05]. （原始内容存档于2021-09-05）.
58. ↑  王宏甲 & 刘标玖 2012，第185頁.
59. ↑  王宏甲 & 刘标玖 2012，第188頁.
60. 1 2  王宏甲 & 刘标玖 2012，第190頁.
61. 1 2  王宏甲 & 刘标玖 2012，第191、193頁.
62. ↑  王宏甲 & 刘标玖 2012，第194頁.
63. ↑  王宏甲 & 刘标玖 2012，第207頁.
64. ↑  王宏甲 & 刘标玖 2012，第208、209頁.
65. 1 2 3  王宏甲 & 刘标玖 2012，第330頁.
66. ↑  .   [2006-01-10]. （原始内容存档于2006-01-12）.
67. ↑  王宏甲 & 刘标玖 2012，第229頁.
68. 1 2 3  王宏甲 & 刘标玖 2012，第331頁.
69. ↑  王宏甲 & 刘标玖 2012，第239、240頁.
70. ↑  王宏甲 & 刘标玖 2012，第242、243頁.
71. ↑  王宏甲 & 刘标玖 2012，第247頁.
72. ↑  王宏甲 & 刘标玖 2012，第255、256頁.
73. ↑  王宏甲 & 刘标玖 2012，第259、260頁.
74. ↑  王宏甲 & 刘标玖 2012，第314頁.
75. ↑  李晨琰. . 文汇报. 2021-05-29  [2021-09-03]. （原始内容存档于2021-09-03）.
76. ↑  肖豪琳; 李维苇. . 上海市嘉定区融媒体中心. 2011-10-12  [2021-09-03]. （原始内容存档于2021-09-03）.
77. ↑  .   [2021-05-22]. （原始内容存档于2019-07-15）.
78. ↑  .   [2019-03-31]. （原始内容存档于2019-03-31）.
79. ↑  . 新华社. 2021-05-22  [2021-05-22]. （原始内容存档于2021-05-22）.
80. ↑  . 观察者网.   [2021-05-24]. （原始内容存档于2021-05-24）.
81. ↑  袁全; 龚雯. . 新华社. 2021-05-23  [2021-05-23]. （原始内容存档于2021-06-01）.
82. ↑  唐小丽. . 人民网上海频道. 2021-05-26  [2021-05-26]. （原始内容存档于2021-05-26）.
83. ↑  . 第一财经. 2021-05-26  [2021-05-26]. （原始内容存档于2021-05-26）.
84. ↑  林瑞琪. . 福州日报. 2021-05-25  [2021-09-03]. （原始内容存档于2021-09-03）.
85. ↑  林文婧; 吴晖. . 福州新闻网 (福州日报社). 2021-05-23  [2021-09-09]. （原始内容存档于2021-09-09）.
86. ↑  王泽锋; 魏其濛. . 中国青年报客户端. 2022-01-20  [2022-01-20]. （原始内容存档于2022-01-21）.
87. ↑  . 新华每日电讯. 2021-05-23  [2021-09-05]. （原始内容存档于2021-09-05）.
88. ↑  黎云; 孙鲁明. . 新华社. 2021-05-26  [2021-09-05]. （原始内容存档于2021-09-05）.
89. ↑  . 东南网. 2012-04-26  [2021-09-07]. （原始内容存档于2021-09-07）.
90. ↑  胥金章. . 新华社. 2011-08-18  [2021-09-05]. （原始内容存档于2021-09-05）.
91. 1 2  . 福州市人事人才公共服务中心. 2013-08-29  [2021-09-03]. （原始内容存档于2021-09-03）.
92. 1 2 3 4 5 6 7 8 9 10 11 12 13 14 15 16  . 福建医科大学孟超肝胆医院.   [2021-09-03]. （原始内容存档于2021-09-03）.
93. ↑  . 上海市人民政府. 2008-09-11  [2021-09-03]. （原始内容存档于2021-09-03）.
94. ↑  张晓祺. . 解放军报. 2008-12-16  [2021-09-03]. （原始内容存档于2021-09-03）.
95. ↑  . 人民日报. 2011-07-02  [2021-09-03]. （原始内容存档于2021-09-03）.
96. ↑  . 中华人民共和国国家卫生和计划生育委员会. 2014-06-27  [2021-09-03].
97. ↑  王宏甲 & 刘标玖 2012，第87頁.
98. ↑  . 新华网. 2011-04-24  [2021-09-05]. （原始内容存档于2021-09-05）.
99. ↑  王宏甲 & 刘标玖 2012，第95頁.
100. ↑  . 新华网. 2011-04-24  [2021-09-05]. （原始内容存档于2021-09-05）.
101. ↑  . 环球人物杂志. 2021-05-23  [2021-09-07]. （原始内容存档于2021-09-07）.
102. ↑  . 解放日报. 2011-08-07  [2021-09-05]. （原始内容存档于2021-09-05）.
103. ↑  王宏甲 & 刘标玖 2012，第88-90頁.
104. ↑  范炬炜; 肖鑫; 张鹏; 李晋宇. . 解放军报. 2011-04-29  [2021-09-07]. （原始内容存档于2021-09-07）.
105. ↑  . 科技日报. 2020-01-20  [2021-09-07]. （原始内容存档于2021-09-07）.
106. ↑  . 中国青年报. 2021-05-26  [2021-09-07]. （原始内容存档于2021-05-26）.
107. ↑  陈劲松. . 光明日报. 2021-05-23  [2021-09-07]. （原始内容存档于2021-09-07）.
108. ↑  . 大公报. 2021-05-23  [2021-09-07]. （原始内容存档于2021-09-07）.
109. ↑  郜阳. . 新民晚报. 2021-06-01  [2021-09-07]. （原始内容存档于2021-09-07）.
110. ↑  . 福建日报. 2021-05-26  [2021-09-07]. （原始内容存档于2021-09-07）.
111. ↑  . 中国新闻网. 2020-10-19  [2023-10-30]. （原始内容存档于2023-10-30）.
112. ↑  . 福州新闻网. 2023-05-24  [2023-10-30]. （原始内容存档于2023-07-03）.
113. ↑  王宏甲 & 刘标玖 2012，第141、142頁.
114. ↑  王宏甲 & 刘标玖 2012，第144、145頁.
115. ↑  王彦. . 文汇客户端. 2021-05-23  [2021-09-08]. （原始内容存档于2021-09-08）.
116. ↑  .   [2018-07-28]. （原始内容存档于2020-05-03）.